# Elwood G. Babbit
Pour les articles homonymes, voir Babbit.
Elwood G. Babbit, né en 1871 à Boston et mort à une date inconnue, est un lieutenant américain ayant été en poste au Japon.
Le major John M. Hyde et le lt. Ellwood G. Babbit arrivent à Nagasaki au Japon le 5 novembre 1899 en provenance de Manille aux Philippines afin d'établir un dépôt pour l'armée américaine. Le but du bâtiment est de fournir des vivres, des vêtements et de l'équipement aux troupes américaines dans la région. Il fournira également du charbon pour les navires de transport faisant le trajet entre les États-Unis et les Philippines pendant la guerre hispano-américaine. 
Babbit épouse Annie Walker, la fille du Britannique Robert Neill Walker, le 17 septembre 1900. Le couple a un fils nommé Edward, mort le 9 juin 1902 et enterré au cimetière international de Sakamoto. Il quitte Nagasaki en 1904, laissant son poste à William Oscar Watts. Babitt devient ensuite consul des États-Unis à Yokohama et commissaire de commerce en  1906.